# Argyreia nervosa
Argyreia nervosa (Burm.f.) Bojer, 1837 è una liana perenne della famiglia delle Convolvulacee. Nativa del subcontinente indiano, è stata introdotta in altre aree geografiche, fra cui le Hawaii (ove è nota come Hawaiian Baby Woodrose), l'Africa e i Caraibi. Ha una natura infestante ma viene apprezzata per il suo valore estetico.
Ne esistono due varietà botaniche: Argyreia nervosa var. nervosa, qui descritta, e Argyreia nervosa var. speciosa, usata nella medicina ayurvedica, dal potenziale psicoattivo praticamente nullo.
I semi di Argyreia nervosa contengono amide dell'acido lisergico (LSA) o ergina, proprietà condivisa da altri convolvoli.

## Storia
Argyreia nervosa è un raro caso di pianta le cui proprietà psicoattive allucinogene sono state riconosciute per la prima volta da non-indigeni. Mentre altri convolvoli come Ipomoea violacea, Ipomoea tricolor e Ipomoea corymbosa sono usati da secoli in riti sciamanici in America Latina, Argyreia nervosa non è stata mai identificata tradizionalmente come allucinogeno.
Le sue proprietà furono portate all'attenzione della comunità scientifica solo dal 1960 in avanti, nonostante il fatto che la composizione chimica dei suoi semi sia praticamente identica a quelle delle specie sopra menzionate e già conosciute, anche se con una concentrazione di alcaloidi psicoattivi decisamente maggiore (da 8 a 10 volte).
La medicina ayurvedica indiana invece contempla la varietà speciosa, utilizzandone le radici e le foglie, prive di alcaloidi psicoattivi, per le proprietà antisettiche e anti-infiammatorie.

## Descrizione
Argyreia nervosa presenta delle foglie ovali piatte e profondamente cordate, con una fine peluria biancastra sul verso inferiore, lunghe dagli 8 ai 10 cm. I fiori sono ampi, a campana profonda, di colore bianco con venature rosate, dalla caratteristica consistenza coriacea (da cui il nome woodrose, rosa di legno) e permangono sulla pianta a lungo. Possono assumere anche colorazione purpurea o violacea.
Il frutto ovoide è duro e legnoso, di circa 1 cm di diametro, e contiene grappoli di 4 o 6 semi molto duri, di forma oblunga e spigolosa, dall'aroma caratteristico.
Ogni seme contiene circa 0,25 mg di LSA. Altri alcaloidi isolati sono il lisoergolo, l'ergometrina e l'isoergina.

## Impiego e consumo
La particolare bellezza delle infiorescenze la suggerisce come pianta ornamentale da esterno. Essendo una pianta di origine tropicale, tuttavia, teme il freddo ed è quindi difficile ottenere uno sviluppo apprezzabile in climi temperati.
I semi vengono generalmente consumati per alterare lo stato di coscienza ed indurre un effetto allucinatorio in chi li usa.

## Assunzione ed effetti
L'assunzione a scopo ricreativo prevede l'ingestione a stomaco vuoto di una quantità di semi variabile, da 4 a 10, da cui dipende la profondità dell'esperienza. Gli effetti psicoattivi iniziano a farsi percepibili dopo circa 60 o 90 min (ma il tempo è variabile da soggetto a soggetto) e sono inizialmente accompagnati da un forte senso di nausea causato dal rivestimento setoso e dalla parte coriacea dei semi. L'effetto della nausea tende a svanire del tutto in 30 - 60 min, durante i quali comincia la fase di salita dell'esperienza , che raggiunge il plateau dopo circa 1 ora dai primi sintomi di alterazione. L'esperienza psichedelica ha durata variabile a seconda della quantità di semi ingerita e della costituzione personale dell'individuo, ma generalmente dura dalle 4 alle 5 ore, cui sussegue la fase di attenuazione dello stato allucinatorio e la scomparsa degli effetti.
Gli effetti dell'ergina contenuta nei semi sono paragonabili a quelli dell'acido lisergico anche se di intensità minore. Sul piano fisico, si manifestano con un abbassamento della pressione sanguigna e la dilatazione della pupilla. Gli effetti sulla psiche invece comprendono una generica alterazione delle percezioni, soprattutto tattili, ma a dosaggi più elevati intervengono anche alterazioni della visione. Interviene un senso di euforia e di rinnovato interesse estetico verso le cose attorno. A dosi elevate è esperibile un senso di unità profonda con l'ambiente circostante. Sono frequenti visioni caleidoscopiche e geometriche ad occhi chiusi ed una forte alterazione del senso del tempo.
Gli effetti sono estremamente variabili da soggetto a soggetto, e dipendono molto da set e setting. Un uso sconsiderato in stati d'animo negativi o ambienti ostili (luoghi affollati, con situazioni imprevedibili) può influenzare negativamente l'esperienza, favorendo l'insorgere di stati ansiosi e di un senso di confusione che spaventano il soggetto. A dosaggi estremamente elevati, lo stato ansioso può trasformarsi in una crisi di panico.
Per evitare l'insorgenza di effetti spiacevoli, l'assunzione avviene solitamente in presenza di poche persone fidate che sappiano rassicurare in caso di bisogno chi dovesse manifestare sintomi di paura o ansia, in luoghi piacevoli e isolati, lontani dal quotidiano, e in momenti privi di preoccupazioni.

## Stato legale
In Italia i semi di Argyreia nervosa sono illegali in quanto presenti in Tabella I